# ناوچه آب‌خاکی

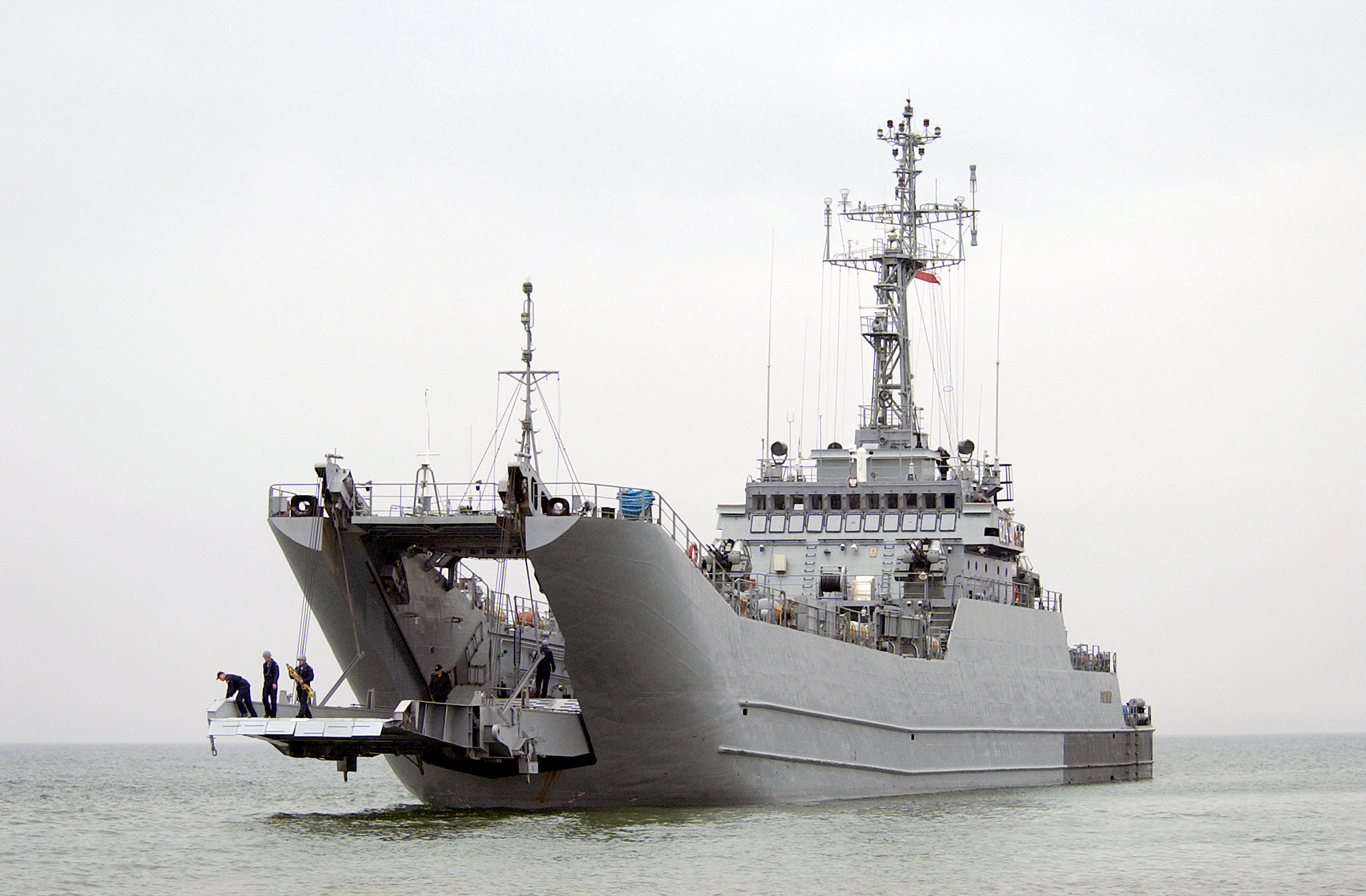
ناوچه آب‌خاکی لهستانی کلاس پوزنان که در نقش کشتی مین‌گذار هم کاربرد دارد

ناوچه آب‌خاکی، نیروپیاده‌کن یا لندینگ کرفت (به انگلیسی: Landing craft) یک شناور دریایی است که وظیفه آن جابجایی و پیاده کردن نیروهای پیاده‌نظام و خودروها در سواحل است. این شناورها در ابعاد مختلف و طراحی‌های مختلف برای فراهم کردن نیازهای لجستیکی متفاوت ساخته می‌شوند. اغلب این شناورها دارای دری در جلوی شناور هستند که با باز شدن، تبدیل به یک سطح شیبدار شده و عمل بارگیری و تخلیه از طریق آن انجام می‌شود.
از اینگونه شناور در نبردهای جنگ جهانی دوم استفاده گسترده‌ای به عمل آمد. نبرد نورماندی و جنگ اقیانوس آرام از بارزترین موارد استفاده از ناوچه آب‌خاکی می‌باشند.